# Azid rubidný
Azid rubidný je anorganická sloučenina se vzorcem RbN3. Jedná se o rubidiovou sůl kyseliny azidovodíkové (HN3). Stejně jako většina azidů je výbušný.

## Příprava
Azid rubidný lze připravit reakcí mezi síranem rubidným a azidem barnatým, při níž vzniká snadno oddělitelný nerozpustný síran barnatý:
Rb2SO4 + Ba(N3)2 → 2 RbN3 + BaSO4
Nejméně v jedné studii byl azid rubidný připraven reakcí mezi butylnitritem, monohydrátem hydrazinu a hydroxidem rubidným:
{\displaystyle {\ce {C4H9ONO + N2H4*H2O + RbOH ->[{\ce {C_2H_5OH}}] RbN3 + C4H9OH + 3H2O}}}
Tento postup se obvykle používá k syntéze azidu draselného z hydroxidu draselného.

## Využití
Azid rubidný byl zkoumán pro možné použití v alkalických článcích, které jsou součástí atomových hodin, atomových magnetometrů a atomových gyroskopů. Azidy jsou žádoucími výchozími materiály, protože se při vystavení UV světlu rozkládají na kovové rubidium a plynný dusík.

## Struktura
Při pokojové teplotě má azid rubidný stejnou strukturu jako hydrogendifluorid draselný; jde o deformovanou strukturu chloridu cesného. Při teplotě 315 °C a tlaku 1 atm přechází azid rubidný na normální strukturu chloridu cesného.
Azid rubidný má vysokotlaký strukturní přechod, ke kterému dochází při tlaku přibližně 4,8 kilobaru při teplotě 0 °C.

## Reakce
Stejně jako všechny azidy se při zahřátí rozkládá a uvolňuje plynný dusík:
{\displaystyle {\ce {2RbN3 ->[\Delta]2Rb + 3N2}}}

## Nebezpečí
Při tlaku 4,1 kilobaru a teplotě přibližně 460 °C se azid rubidný explozivně rozkládá. Za normálních okolností exploduje při teplotě 395 °C. Rozkládá se také při vystavení ultrafialovému záření.
Azid rubidný je velmi citlivý na mechanické nárazy, jeho citlivost na náraz je srovnatelná s citlivostí TNT.
Stejně jako všechny azidy je azid rubidný toxický.